# Aubrey Peeples

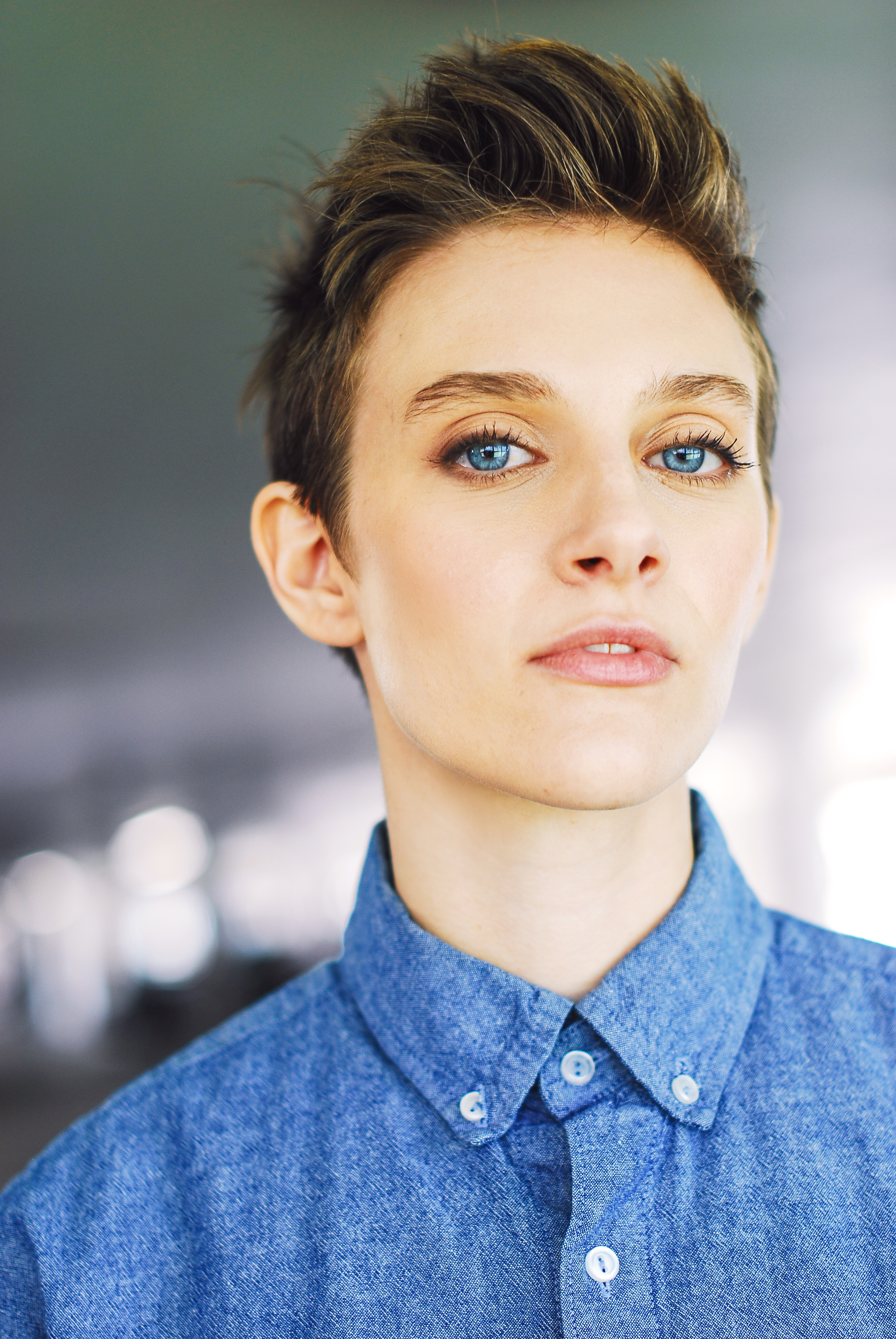
Aubrey Peeples, 2019

Aubrey Shea Peeples (* 27. November 1993 in Lake Mary, Florida) ist eine US-amerikanische Schauspielerin und Sängerin.

## Karriere
Aubrey Peeples wurde im November 1993 als Tochter von Wendy und Ashley Peeples in Lake Mary im US-Bundesstaat Florida geboren und wuchs dort auf. Sie hat eine jüngere Schwester namens Ally. Insgesamt zehn Jahre wirkte sie am Repertory Theatre in Orlando mit und sammelte Erfahrungen im Schauspiel. Sie besuchte die Lake Mary Preparatory School und danach die bekannte Harvard University.
Ihr Schauspieldebüt gab sie 2009 im Fernsehfilm Ace Ventura 3 – Der Tier-Detektiv. Im Anschluss war sie in mehreren Fernsehproduktionen zu sehen, wie Drop Dead Diva, Burn Notice, Dr. Dani Santino – Spiel des Lebens, Austin & Ally und Grey’s Anatomy. 2013 spielte sie im Syfy-Katastrophenfilm Sharknado – Genug gesagt! ihre erste größere Rolle. In diesem Jahr wurde sie auch für die Nebenrolle der Layla Grant, einer aufstrebenden Sängerin, in der ABC-Dramaserie Nashville besetzt. 2014 war sie in Tokarev – Die Vergangenheit stirbt niemals als Stieftochter von Rachel Nichols und Tochter von Nicolas Cage zu sehen.
Im November 2021 outete Peeples sich als queer und non-binär.

## Filmografie (Auswahl)
- 2009: Ace Ventura 3 – Der Tier-Detektiv (Ace Ventura, Jr.: Pet Detective, Fernsehfilm)
- 2010: Drop Dead Diva (Fernsehserie, Episode 2x12)
- 2011: Charlie’s Angels (Fernsehserie, Episode 1x01)
- 2011: Burn Notice (Fernsehserie, Episode 5x15)
- 2011–2012: Dr. Dani Santino – Spiel des Lebens (Necessary Roughness, Fernsehserie, 3 Episoden)
- 2012: Austin & Ally (Fernsehserie, Episode 1x16)
- 2013: Grey’s Anatomy (Fernsehserie, Episode 9x11)
- 2013: The Good Mother (Fernsehfilm)
- 2013: Sharknado – Genug gesagt! (Sharknado, Fernsehfilm)

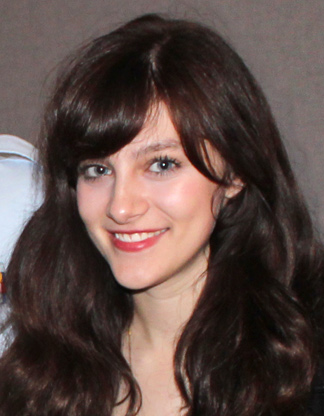
Aubrey Peeples, 2014

- 2013–2016: Nashville (Fernsehserie, 56 Episoden)
- 2014: Star-Crossed (Fernsehserie)
- 2014: Tokarev – Die Vergangenheit stirbt niemals (Rage)
- 2015: Jem and the Holograms
- 2016: Recovery Road (Fernsehserie, 2 Episoden)
- 2017: Heartthrob
- 2017: Cowboy Drifter
- 2018: Locating Silver Lake
- 2018: Decadeless (Kurzfilm)
- 2018: A Conversation: Anne Frank Meets God (Kurzfilm)
- 2019: Death of a Cheerleader (Fernsehfilm)
- 2019: Search and Destroy (Fernsehfilm)

## Diskografie
Single
- 2015 Youngblood (Soundtrack - Jem and the Holograms)